# Rhys Wyndod

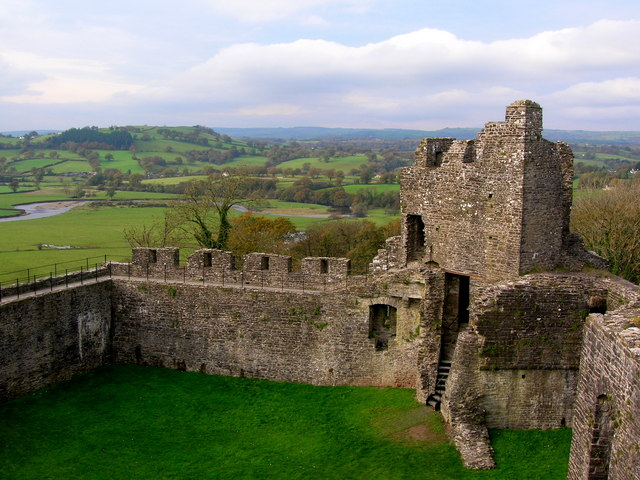
Das von Rhys Wyndod 1277 übergebene Dinefwr Castle

Rhys Wyndod († 1302), eigentlich Rhys ap Rhys Fychan, war ein walisischer Lord von Deheubarth aus der Dinefwr-Dynastie.
Rhys war ein Sohn von Rhys Fychan, nach dessen Tod 1271 er Dinefwr sowie Carreg Cennen und Llandovery Castle erbte. Während der Eroberung von Wales durch den englischen König Eduard I. übergab Rhys Wyndod am 24. April 1277 Dinfewr Castle sowie seine anderen Burgen an den königlichen Feldherrn Payn de Chaworth. Obwohl er mit vier weiteren walisischen Lords am 1. Juli 1276 Eduard I. huldigte,
verlor er Perfedd und Hirfryn in Cantref Bychan an den englischen Baron John Giffard, während Caeo und Mallaen schließlich an seinen Verwandten Rhys ap Maredudd fielen. Er versuchte, vor dem königlichen Gericht in Carmarthen seine Gebiete wieder zurückzuerlangen, doch seine Ansprüche wurden nach dem englischen Common Law anstatt, wie versprochen, nach walisischem Recht behandelt. Schließlich lehnte das Gericht seine Ansprüche ab, so dass ihm nur noch ein kleines Gebiet im zu Gwynedd gehörenden Meirionydd blieb. Mit diesem gehörte zu den fünf walisischen Lords, die nach dem Vertrag von Aberconwy noch zu den Vasallen von Fürst Llywelyn ap Gruffydd gehörten. Während des Kriegs von 1282 kämpfte er auf Seiten von Llywelyn ap Gruffydd, und nach dessen Tod unterstützte er dessen Bruder Dafydd ap Gruffydd. Er geriet schließlich in englische Gefangenschaft, in der er bis zu seinem Tod blieb.